# 千葉交響楽団
公益財団法人千葉交響楽団（ちばこうきょうがくだん、Chiba Symphony Orchestra）は、千葉県千葉市に本拠地を置くオーケストラである。

## 概要
法人は千葉県の外郭団体で、県や県内9市、県内企業が出資している。
1980年に伴有雄が立ち上げた「ニューフィルハーモニーオーケストラ」を母体として、1985年に設立された。これまでに、山岡重信（名誉指揮者）、大町陽一郎、飯守泰次郎、山下一史、飯森範親などの指揮者がこのオーケストラを指揮している。2009年10月に常任指揮者として大井剛史が就任した。2016年4月からは音楽監督に山下一史が就任している。
毎年定期演奏会のほか、県民芸術劇場や各地の第九演奏会、オペラ･バレエの公演など、約20回にわたる公演コンサートに出演し、オーケストラの質の向上に努めている。
また、県及び市町村教育委員会の共催事業である小中学校音楽鑑賞教室を実施し、次代を担う児童生徒に音楽の素晴らしさを伝えている。
さらに、幼稚園、特別支援学校の訪問演奏や各種室内楽等でも県内各地で活発に活動し、これらの演奏会、学校音楽鑑賞教室含め、年間100回ほどコンサートに出演している。
現在、名誉コンサートマスターは本庄篤子、特任コンサートマスターは神谷未穂、楽団員26名、事務局役職員で運営している。
- 1996年第1回NHK地域放送文化賞受賞
- 2010年4月より社団法人日本オーケストラ連盟準会員
- 2012年10月より公益財団法人へ移行
- 2014年5月28日、千葉市、千葉トリニティ運営事業体との間で、京葉銀行文化プラザを演奏拠点とする音楽文化の推奨に関する連携協定を締結（2018年3月で解除）
- 2016年10月、地域に愛される楽団を目指し、「ニューフィルハーモニーオーケストラ千葉」より地名を先にした「千葉交響楽団」に名称変更した。